# 紙版印刷
當印刷術進入到資訊時代後，印刷與數位資訊結合的結果，便產生了高效的印刷方式，而紙版印刷便在這種環境底下產生。
紙版印刷可以說是無版印刷的過渡產品，但在當初開發時，它的定義卻是取代目前平版鉛版的一種產品，只是後來又出現無版印刷機，從此便被歸類為無版印刷的過渡產品。
紙版印刷機的出現，由於版材是在印刷機內部自動生成，因此它減少了印刷工藝中的印刷:製版、印刷:曬版的流程，屬一次性印刷，退版以後便失去它的用處，也無法在回收利用。

## 紙版印刷的作用原理

### 紙版的產生過程
紙版可以歸類為網版印刷術中的一種，它的版材是一種光感應材料，若把欲印刷的紋路看作黑色並把紋路放在版材之上，紫外線照射過後，感應到紫外線的地方會硬化並成為阻隔油墨的區塊，黑色紋路之下因無法受到紫外線的照射，該區域無法阻隔油墨的通過，因此便形成簍空的印紋。这加快了工作效率，是我国古代杰出的技术的体现。

### 紙版的印刷原理
當紙版產生後，會緊密的貼附在油墨滾筒之外，紙版印刷機的油墨注入方式與平板印刷機的油墨注入方式不同，它注入的地方為由墨滾筒的中心，當油墨滾筒運作時，因離心力的作用，油墨會向外噴灑並通過簍空印紋的地方，落在紙張上面而形成印刷作用。

## 紙版印刷的應用面
紙版所產生的印刷品因其獨特的生產方式而有所限制，目前僅知大部份用於紙類印刷品之上，且此類印刷品的面積通常都不大。
廣告傳單、書籍為此類印刷術的最大產品。